# Campionato sudamericano femminile under 18 di pallavolo 2016
Il campionato sudamericano femminile under 18 di pallavolo 2016 si è svolto dal 24 al 28 agosto 2016 a Lima, in Perù: al torneo hanno partecipato otto squadre nazionali under 18 sudamericane e la vittoria finale è andata per la sedicesima volta, la seconda consecutiva, al Brasile.

## Impianti
|                                                                                                |  |  |
|                                                                                                |  |  |
| Complejo Deportivo Niño Héroe Manuel Bonilla Città: Lima Capienza: 6 500 Anno d'apertura: 1995 |  |  |

## Regolamento

### Formula
Le squadre hanno disputato una prima fase a gironi con formula del girone all'italiana; al termine della prima fase:
- Le prime due classificate di ogni girone hanno acceduto alla fase finale per il primo posto strutturata in semifinali, finale per il terzo posto e finale.
- Le ultime due classificate di ogni girone hanno acceduto alla finale per il quinto posto strutturata in semifinali, finale per il settimo posto e finale per il quinto posto.

### Criteri di classifica
Se il risultato finale è stato di 3-0 o 3-1 sono stati assegnati 3 punti alla squadra vincente e 0 a quella sconfitta, se il risultato finale è stato di 3-2 sono stati assegnati 2 punti alla squadra vincente e 1 a quella sconfitta.
L'ordine del posizionamento in classifica è stato definito in base a:
- Numero di partite vinte;
- Punti;
- Ratio dei set vinti/persi;
- Ratio dei punti realizzati/subiti;
- Risultati degli scontri diretti.

## Squadre partecipanti
| Squadra   | Qualificazione      | Ultima partecipazione |
| --------- | ------------------- | --------------------- |
| Argentina | -                   | Perù 2014             |
| Bolivia   | -                   | Perù 2010             |
| Brasile   | -                   | Perù 2014             |
| Cile      | -                   | Perù 2014             |
| Colombia  | -                   | Perù 2014             |
| Perù      | Paese organizzatore | Perù 2014             |
| Uruguay   | -                   | Perù 2014             |
| Venezuela | -                   | Perù 2012             |

## Torneo

### Fase a gironi
| Girone A | Girone B  |
| -------- | --------- |
| Bolivia  | Argentina |
| Brasile  | Perù      |
| Cile     | Uruguay   |
| Colombia | Venezuela |

#### Girone A

##### Risultati
| 24 agosto 2016 Complejo Deportivo Manuel Bonilla, Lima Durata: ? - Spettatori: ? | Colombia | 3 - 2 | Cile     | 25-17, 19-25, 21-25, 25-21, 15-10 |
| 24 agosto 2016 Complejo Deportivo Manuel Bonilla, Lima Durata: ? - Spettatori: ? | Brasile  | 3 - 0 | Bolivia  | 25-7, 25-12, 25-12                |
| 25 agosto 2016 Complejo Deportivo Manuel Bonilla, Lima Durata: ? - Spettatori: ? | Bolivia  | 0 - 3 | Colombia | 16-25, 21-25, 23-25               |
| 25 agosto 2016 Complejo Deportivo Manuel Bonilla, Lima Durata: ? - Spettatori: ? | Cile     | 0 - 3 | Brasile  | 12-25, 14-25, 9-25                |
| 26 agosto 2016 Complejo Deportivo Manuel Bonilla, Lima Durata: ? - Spettatori: ? | Cile     | 3 - 0 | Bolivia  | 25-14, 25-23, 25-17               |
| 26 agosto 2016 Complejo Deportivo Manuel Bonilla, Lima Durata: ? - Spettatori: ? | Brasile  | 3 - 1 | Colombia | 25-15, 21-25, 25-22, 25-18        |

##### Classifica
| Pos | Squadra  | Pt | G | V | P | SV | SP | Ratio | PF  | PS  | Ratio |
| --- | -------- | -- | - | - | - | -- | -- | ----- | --- | --- | ----- |
| 1   | Brasile  | 9  | 3 | 3 | 0 | 9  | 1  | 9.000 | 246 | 146 | 1.684 |
| 2   | Colombia | 5  | 3 | 2 | 1 | 7  | 5  | 1.400 | 260 | 254 | 1.023 |
| 3   | Cile     | 4  | 3 | 1 | 2 | 5  | 6  | 0.833 | 208 | 234 | 0.888 |
| 4   | Bolivia  | 0  | 3 | 0 | 3 | 0  | 9  | 0.000 | 145 | 225 | 0.644 |

#### Girone B

##### Risultati
| 24 agosto 2016 Complejo Deportivo Manuel Bonilla, Lima Durata: ? - Spettatori: ? | Argentina | 3 - 0 | Uruguay   | 25-13, 25-14, 25-18       |
| 24 agosto 2016 Complejo Deportivo Manuel Bonilla, Lima Durata: ? - Spettatori: ? | Perù      | 3 - 0 | Venezuela | 25-16, 25-12, 25-13       |
| 25 agosto 2016 Complejo Deportivo Manuel Bonilla, Lima Durata: ? - Spettatori: ? | Venezuela | 0 - 3 | Argentina | 5-25, 7-25, 14-25         |
| 25 agosto 2016 Complejo Deportivo Manuel Bonilla, Lima Durata: ? - Spettatori: ? | Uruguay   | 0 - 3 | Perù      | 15-25, 12-25, 13-25       |
| 26 agosto 2016 Complejo Deportivo Manuel Bonilla, Lima Durata: ? - Spettatori: ? | Uruguay   | 3 - 1 | Venezuela | 25-7, 15-25, 27-25, 27-25 |
| 26 agosto 2016 Complejo Deportivo Manuel Bonilla, Lima Durata: ? - Spettatori: ? | Perù      | 3 - 0 | Argentina | 25-19, 25-12, 25-21       |

##### Classifica
| Pos | Squadra   | Pt | G | V | P | SV | SP | Ratio | PF  | PS  | Ratio |
| --- | --------- | -- | - | - | - | -- | -- | ----- | --- | --- | ----- |
| 1   | Perù      | 9  | 3 | 3 | 0 | 9  | 0  | MAX   | 225 | 133 | 1.691 |
| 2   | Argentina | 6  | 3 | 2 | 1 | 6  | 3  | 2.000 | 202 | 146 | 1.383 |
| 3   | Uruguay   | 3  | 3 | 1 | 2 | 3  | 7  | 0.428 | 179 | 232 | 0.771 |
| 4   | Venezuela | 0  | 3 | 0 | 3 | 1  | 9  | 0.111 | 149 | 244 | 0.610 |

### Fase finale

#### Finali 1º e 3º posto
|  | Semifinali | Semifinali | Semifinali |      |         | Finale 1º/2º posto | Finale 1º/2º posto | Finale 1º/2º posto |  |
|  |            |            |            |      |         |                    |                    |                    |  |
|  | Brasile    | Brasile    | 3          |      |         |                    |                    |                    |  |
|  | Brasile    | Brasile    | 3          |      |         |                    |                    |                    |  |
|  | Argentina  | Argentina  | 0          |      |         |                    |                    |                    |  |
|  | Argentina  | Argentina  | 0          |      | Brasile | Brasile            | 3                  |                    |  |
|  |            |            |            |      | Brasile | Brasile            | 3                  |                    |  |
|  |            |            | Perù       | Perù | 0       |                    |                    |                    |  |
|  | Perù       | Perù       | Perù       | Perù | 0       | 3                  |                    |                    |  |
|  | Perù       | Perù       |            |      |         | 3                  |                    |                    |  |
|  | Colombia   | Colombia   | 1          |      |         | Finale 3º/4º posto | Finale 3º/4º posto | Finale 3º/4º posto |  |
|  | Colombia   | Colombia   | 1          |      |         |                    |                    |                    |  |
|  |            |            |            |      |         |                    |                    |                    |  |
|  |            |            |            |      |         | Argentina          | Argentina          | 3                  |  |
|  |            |            |            |      |         | Argentina          | Argentina          | 3                  |  |
|  |            |            |            |      |         | Colombia           | Colombia           | 1                  |  |

##### Semifinali
| 27 agosto 2016 Complejo Deportivo Manuel Bonilla, Lima Durata: ? - Spettatori: ? | Brasile | 3 - 0 | Argentina | 25-18, 25-16, 25-18        |
| 27 agosto 2016 Complejo Deportivo Manuel Bonilla, Lima Durata: ? - Spettatori: ? | Perù    | 3 - 1 | Colombia  | 25-21, 22-25, 25-18, 25-20 |

##### Finale 3º posto
| 28 agosto 2016 Complejo Deportivo Manuel Bonilla, Lima Durata: ? - Spettatori: ? | Argentina | 3 - 1 | Colombia | 27-25, 23-25, 25-14, 25-14 |

##### Finale
| 28 agosto 2016 Complejo Deportivo Manuel Bonilla, Lima Durata: ? - Spettatori: ? | Brasile | 3 - 0 | Perù | 25-16, 25-16, 25-22 |

#### Finali 5º e 7º posto
|  | Semifinali | Semifinali | Semifinali |         |      | Finale 5º/6º posto | Finale 5º/6º posto | Finale 5º/6º posto |  |
|  |            |            |            |         |      |                    |                    |                    |  |
|  | Cile       | Cile       | 3          |         |      |                    |                    |                    |  |
|  | Cile       | Cile       | 3          |         |      |                    |                    |                    |  |
|  | Venezuela  | Venezuela  | 1          |         |      |                    |                    |                    |  |
|  | Venezuela  | Venezuela  | 1          |         | Cile | Cile               | 3                  |                    |  |
|  |            |            |            |         | Cile | Cile               | 3                  |                    |  |
|  |            |            | Bolivia    | Bolivia | 0    |                    |                    |                    |  |
|  | Bolivia    | Bolivia    | Bolivia    | Bolivia | 0    | 3                  |                    |                    |  |
|  | Bolivia    | Bolivia    |            |         |      | 3                  |                    |                    |  |
|  | Uruguay    | Uruguay    | 0          |         |      | Finale 7º/8º posto | Finale 7º/8º posto | Finale 7º/8º posto |  |
|  | Uruguay    | Uruguay    | 0          |         |      |                    |                    |                    |  |
|  |            |            |            |         |      |                    |                    |                    |  |
|  |            |            |            |         |      | Venezuela          | Venezuela          | 0                  |  |
|  |            |            |            |         |      | Venezuela          | Venezuela          | 0                  |  |
|  |            |            |            |         |      | Uruguay            | Uruguay            | 3                  |  |

##### Semifinali
| 27 agosto 2016 Complejo Deportivo Manuel Bonilla, Lima Durata: ? - Spettatori: ? | Cile    | 3 - 1 | Venezuela | 25-16, 25-17, 17-25, 25-16 |
| 27 agosto 2016 Complejo Deportivo Manuel Bonilla, Lima Durata: ? - Spettatori: ? | Bolivia | 3 - 0 | Uruguay   | 25-23, 25-15, 25-21        |

##### Finale 7º posto
| 28 agosto 2016 Complejo Deportivo Manuel Bonilla, Lima Durata: ? - Spettatori: ? | Venezuela | 0 - 3 | Uruguay | 16-25, 17-25, 9-25 |

##### Finale 5º posto
| 28 agosto 2016 Complejo Deportivo Manuel Bonilla, Lima Durata: ? - Spettatori: ? | Cile | 3 - 0 | Bolivia | 25-17, 25-20, 25-16 |

## Classifica finale
| Pos | Squadra   | Qualificazione                    |
| --- | --------- | --------------------------------- |
|     | Brasile   | Campionato mondiale under 18 2017 |
|     | Perù      | Campionato mondiale under 18 2017 |
|     | Argentina |                                   |
| 4   | Colombia  |                                   |
| 5   | Cile      |                                   |
| 6   | Bolivia   |                                   |
| 7   | Uruguay   |                                   |
| 8   | Venezuela |                                   |

## Premi individuali
| Premio                 | Nome              | Squadra |
| ---------------------- | ----------------- | ------- |
| MVP                    | Tainara Santos    | Brasile |
| Miglior palleggiatrice | Nayeli Vilchez    | Perù    |
| Miglior opposto        | Mayara Silva      | Brasile |
| Miglior schiacciatrice | Kiara Montes      | Perù    |
| Miglior schiacciatrice | Mariana Bambrilla | Brasile |
| Miglior centrale       | Daniela Seibt     | Brasile |
| Miglior centrale       | Flavia Montes     | Perù    |
| Miglior libero         | Valeria Takeda    | Perù    |